# Ди Рокко, Микеле
Микеле ди Рокко (итал. Michele di Rocco; родился 4 мая 1982 г.) — итальянский профессиональный боксёр цыганского происхождения. Бывший чемпион Европы и Европейского союза в суперлёгком весе. Боролся за титул чемпиона мира по версии WBA в суперлёгком весе. Любителем выиграл бронзовую медаль на чемпионате Европы 2002 года и представлял Италию на Олимпийских играх 2004 года.

## Профессиональная карьера
2 октября 2004 года Ди Рокко дебютировал как профессионал против Мариана Бунеа, победив его в четырёх раундах. Он выиграл свой первый региональный чемпионат — титул чемпиона Европейского Союза в суперлёгком весе — 26 декабря 2006 года, победив Джорджио Маринелли единогласным решением судей. Одна защита титула была проведена месяцем позже, 30 января 2007 года, когда ди Рокко поехал в Финляндию и одержал победу над Юхо Толппола. 21 сентября 2007 года Ди Рокко проиграл свой титул ветерану бокса и соотечественнику итальянцу Джузеппе Лаури, который победил его в семи раундах. В матче-реванше пять лет спустя, 14 апреля 2012 года, ди Рокко победил Лаури в первом раунде и вернул себе теперь уже вакантный титул.
Пик карьеры Ди Рокко наступил 8 июня 2013 года, когда он победил Ленни Доуса и завоевал вакантный титул Чемпион Европы в суперлёгком весе. Однако это решение было оспорено Доусом. В течение следующих двух лет было проведено четыре успешных защиты титула. 28 мая 2016 года Ди Рокко отправился в Шотландию, чтобы встретиться с бывшим чемпионом мира в двух весовых категориях Рики Бёрнсом, на кону которого стоял вакантный титул чемпиона мира по версии WBA в суперлёгком весе. В бою Ди Рокко дважды был нокаутирован, и Бёрнс победил после восьми раундов.